# Shorea ochracea
Shorea ochracea är en tvåhjärtbladig växtart som beskrevs av Symington. Shorea ochracea ingår i släktet Shorea och familjen Dipterocarpaceae. Inga underarter finns listade i Catalogue of Life.